# جشنواره بین‌المللی مستند کپنهاگ
جشنواره بین‌المللی مستند ک‍پنهاگ (انگلیسی: Copenhagen International Documentary Festival) یا CPH:DOX یک جشنواره سالیانه رقابتی و تخصصی
با موضوع فیلم مستند است که از سال ۲۰۰۳ در کپنهاگ برگزار می‌شود. طی سال ۲۰۰۳ تا ۲۰۱۹ نزدیک ۱۱۵ هزار نفر مخاطبان این رویداد سینمایی بودند و بیش از ۲۰۰ فیلم مستند در این رویداد طی این سال‌ها به اکران رسیدند.

## جوایز
هیئت داوران در ۷ رشته جایزه اهدا می‌کند:
- جایزه اصلی: برای بهترین فیلم مستند بین‌المللی
- جایزه چشم‌انداز: به بهترین مستند تجربی و هنری
- جایزه فعالیت رسانه‌ای: برای فیلم‌های مرتبط با روزنامه‌نگاری تحقیقی و مستند
- جایزه نوردیک: برای بهترین فیلم مستند نوردیک (شامل فیلم‌های کشورهای دانمارک، فنلاند، ایسلند، نروژ و سوئد و همچنین قلمروهای خودمختار الند، گرینلند، سوالبار و فاروئه)
- جایزه نگاه ویژه: به بهترین مستند ساخته شده توسط کارگردان فیلم اولی
- جایزه روزنامه پلیتیکن: که توسط اعضای منتقدان فیلم این روزنامه انتخاب می‌شود.
- جایزه جشنواره‌های وابسته: هفت کشور جزو این اتحادیه هستند که با نام Doc Alliance شناخته می‌شوند؛ و همگی به‌طور تخصصی به فیلم مستند می‌پردازند.

## برخی از فیلم‌های برنده جایزه اصلی
- سه اتاق برای اندوه (۲۰۰۴)
- مرگ کارگر (۲۰۰۵)
- الماس سفید (۲۰۰۵)
- میانمار وی‌جی (۲۰۰۸)
- چهار مرتبه (۲۰۱۰)
- عمل کشتن (۲۰۱۲)
- چهره سکوت (۲۰۱۴)
- مردان حلب (۲۰۱۷)